# Waitin' for the Night
Waitin' for the Night es el tercer disco de estudio de la banda estadounidense The Runaways, lanzado en 1977. Es el primer disco de la banda sin la cantante Cherie Currie, que había dejado el grupo para iniciar una carrera en solitario.

## Lista de canciones
1. Little Sister (Asten, Jett) 3:06
2. Wasted (Fowley, Jett) 3:26
3. Gotta Get Out Tonight (Jett) 3:28
4. Wait for Me (Jett)	4:54
5. Fantasies (Ford) 5:33
6. School Days (Fowley, Jett)	2:53
7. Trash Can Murders (Ford) 3:16
8. Don't Go Away (Jett) 3:34
9. Waitin' for the Night (Fowley, Jett, Krome) 5:02
10. You're Too Possessive (Jett) 4:01

## Créditos
- Joan Jett - voz, guitarra
- Lita Ford -  guitarra
- Vicki Blue - bajo
- Sandy West - batería